# ある殺人に関するテーゼ
『ある殺人に関するテーゼ』（あるさつじんにかんするテーゼ、Tesis sobre un homicidio）は2013年のアルゼンチン・スペイン合作のサスペンス映画。原作はディエゴ・パスコウスキの小説『Tesis sobre un homicidio』。
日本では劇場未公開だが、2013年12月23日にWOWOWで放送された他、2014年3月5日にDVDが発売された。

## ストーリー
元弁護士で今はロー・スクールで教鞭をとっているロベルトは独身のプレイボーイだが、未だに離婚した妻モニカを忘れられずにいる。ある日、ロベルトの授業中に校内で女性がレイプされた末に惨殺される事件が起きる。通り魔による犯行と見られていたが、事件現場に残された「彼女に似た女は殺す」とのメモや遺体に死後に着けられたと思われる蝶のペンダントなどから、ロベルトは旧友フェリペ・ルイスの息子で教え子の学生でもあるゴンサロによる計画的な犯行ではないかと疑う。ゴンサロが真犯人であることを示す直接の証拠はなく、あくまで状況証拠に過ぎないが、自分が母親とロベルトの不倫関係で生まれた子である可能性をほのめかすなど、挑発的なゴンサロの言動にロベルトはますます疑いを深めて行き、精神分析医である元妻モニカの助言を無視し、頑なに「ゴンサロが連続殺人鬼である」との考えに固執するようになる。独自に事件を捜査する中で被害者の妹ラウラと親しくなり、彼女に惹かれて行ったロベルトは、ラウラがゴンサロと交際し始めると、ラウラにゴンサロが犯人だと告げる。しかし、このことで逆にラウラにロベルトが姉を殺した犯人だと疑われてしまう。この事態に、全てはゴンサロが自分を陥れるために巧妙に仕掛けた罠であると考えたロベルトは、ゴンサロに激しい暴行を加える。
収監されたロベルトに、モニカの現在の夫である予審判事アルフレードは「全てはロベルトの妄想であり、事件は通り魔の犯行だ」と告げる。それでもゴンサロの犯行を信じて疑わないロベルトは、暴行事件での告訴は免れたものの、全てを失う。

## キャスト
- ロベルト・ベルムデス - リカルド・ダリン（スペイン語版）： ロー・スクールの教師。元弁護士。
- ゴンサロ・ルイス・コルデロ - アルベルト・アンマン（スペイン語版）： ロベルトの旧友の息子。
- アルフレード・エルナンデス - アルトゥーロ・プイグ（スペイン語版）： 事件の予審判事。
- ラウラ・ディナターレ - カル・リヴェロ（スペイン語版）： 被害者ヴァレリアの妹。
- マウレギ - ファビアン・アレニラス（スペイン語版）： ロベルトの同僚。ボクシング仲間。
- モニカ - マーラ・ベステッリ： ロベルトの元妻。精神分析医。現在はアルフレードの妻。